# پادشاهی ساسکس

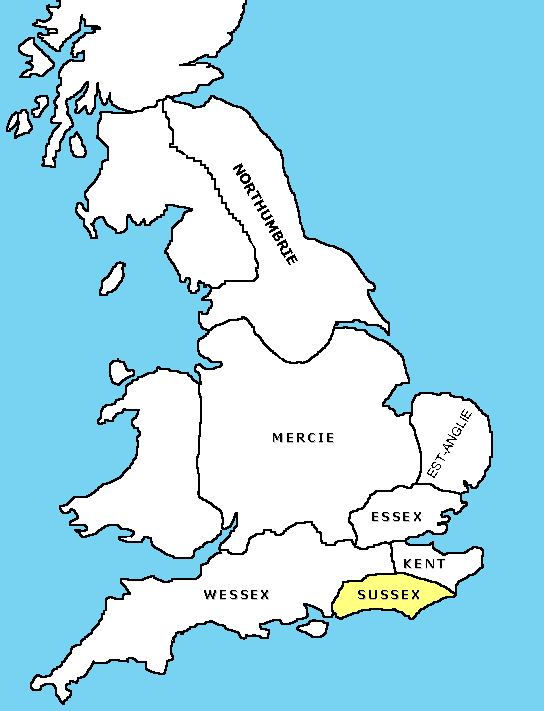
نقشه پادشاهی ساسکس در ۸۰۰ بعد از میلاد

پادشاهی ساسکس (انگلیسی باستان: Sūþseaxna rīce)پادشاهی ساکسون‌های جنوبی، که امروزه به عنوان پادشاهی ساسکس (/ˈsʌsɪks/؛ انگلیسی باستان: Sūþseaxna rīce) شناخته می‌شود، یکی از هفت پادشاهی سنتی انگلستان آنگلوساکسون بود. این پادشاهی در ساحل جنوبی جزیره بریتانیا، در ابتدا یک مستعمره ساکسون در قرن ششم و بعداً یک پادشاهی مستقل بود. این پادشاهی یکی از کم‌شناخته‌ترین پادشاهی‌های آنگلوساکسون است، ساکسون‌های جنوبی توسط پادشاهان ساسکس اداره می‌شدند تا اینکه این کشور احتمالاً در سال ۸۲۷ میلادی پس از نبرد الندون به وسکس ضمیمه شد.
افسانه پایه‌گذاری پادشاهی ساسکس این است که در سال ۴۷۷ میلادی آل و سه پسرش با سه کشتی وارد شدند و ساسکس فعلی را فتح کردند. او بر دیگر پادشاهی‌های آنگلوساکسون در جنوب هامبر فرمانروایی کرد. مورخان در مورد اینکه آیا او واقعاً وجود داشته یا نه، اختلاف نظر دارند، با این حال شواهد باستان‌شناسی این دیدگاه را تأیید می‌کند که ممکن است در قرن پنجم گسترش کوتاه مدت اقتدار ساکسون جنوبی تا منطقه میدلندز اتفاق افتاده باشد.
در قرن‌های هفتم و هشتم، ساسکس با پادشاهی وسکس در غرب خود درگیر بود. پادشاه وقت با کریستین مرسیا علیه وسکس اتحاد تشکیل داد و اولین پادشاه مسیحی ساسکس شد. با حمایت سنت ویلفرد، ساسکس به آخرین پادشاهی بزرگ آنگلوساکسون تبدیل شد که مسیحی شد. نیروهای ساکسون جنوبی و مرسیا مناطقی را که اکنون شرق همپشایر و جزیره وایت است کنترل کردند و «ساسکس را با کشتار و ویرانی شدید ویران کرد». ساکسون‌های جنوبی کادوالا را از ساسکس بیرون کردند و توانستند به کنت لشکرکشی کنند. در این زمان ساسکس دوباره به یک قدرت منطقه ای تبدیل شد. اندکی پس از آن، کاداوالا به ساسکس بازگشت، پادشاه را کشت و مردم آن را در شرایطی قرار داد که سنت بید آن شرایط را «وضعیت بدتر برده داری» می‌نامید. روحانیون ساکسون جنوبی تحت کنترل وینچستر وست ساکسون قرار گرفتند. تنها در حدود سال ۷۱۵، ادبرت سلسی اولین اسقف ساکسون‌های جنوبی شد،
پس از یک دوره حکومت توسط پادشاه آفا از مرسیا، ساسکس استقلال خود را بازیافت، اما در حدود سال ۸۲۷ توسط وسکس ضمیمه شد و در سال ۸۶۰ به‌طور کامل در پادشاهی وسکس ادغام شد.